# Френелова леща
Да не се бърка с Френелова зонна пластина
Френеловата леща е оптична леща, изобретена около 1822 г. от френския физик Огюстин Френел и първоначално е била използвана в осветителните системи на морските фарове. Предимството при този тип лещи е намаляване на теглото и дебелината. Това е особено предимство при лещите с късо фокусно разстояние, които при нормалната форма и изработване от стъкло са дебели и тежки.

## Устройство
Намаляването на обема при френеловата леща става чрез разделянето ѝ на пръстеновидни участъци (френелови зони) с триъгълен напречен профил, като една от страните на триъгълника е криволинейна и сечението е елемент от сечението на непрекъсната сферична леща. По този начин дебелината се намалява и лещата става стъпаловидна. Тъй като пречупването на светлината зависи само от ъгъла между двете гранични повърхности, а не от дебелината, така лещата запазва фокусното си разстояние, но качеството на образа се влошава поради стъпаловидната форма. Заради по-малката дебелина намаляват загубите на светлина в материала, а също така става възможно да се събират лъчи от по-големи ъгли.

## Приложение
Френеловите лещи се използват в оптически системи, където се налага голям размер на лещите, теглото е от значение, докато прецизността на изображението не. Примери за такива приложения са за получаване на хомогенни светлинни снопове при морските фарове, фаровете на автомобилите, при театралните прожектори. Сравнително евтини френелови лещи се пресоват от полимерни материали например като фолио и могат да се залепят на вертикалното задно стъкло на автомобилите за разширяване на полезрението на шофьора при паркиране назад. Предлагат се и френелови увеличители за четене и за рекламни пана и системи. Напоследък френелови лещи и френелови рефлектори се използват в слънчевите електроцентрали, например в концентраторната фотоволтаика, тъй като с тяхна помощ може да се повиши ефективността им.

## Рискове
Не се препоръчва допускането на слънчева светлина или на друга силна светлина до френелова леща без необходимото предварително сложено защитно облекло (включително и дебели маски) и/или друго защитно оборудване.